# Anicolor/Tien 21
Anicolor / Tien 21 is een wielerploeg die een Portugese licentie heeft. De ploeg bestaat sinds 2000. Anicolor / Tien 21 komt uit in de continentale circuits van de UCI. Carlos Pereira is de manager van de ploeg.

## Geschiedenis
Door de jaren heen heeft de ploeg sinds zijn oprichting in 2000 verschillende namen gekend. Tussen 2000 en 2011 was Barbot hoofdsponsor van de ploeg. Het Spaanse verfbedrijf Barbot stond het zijn van hoofdsponsor in 2012 af aan Efapel, een bedrijf dat handelt in elektrische materialen. Sinds 2022 is Anicolor betrokken als sponsor. Anicolor is een bedrijf dat aluminium bouwproducten vervaardigd.
Qua renners heeft de ploeg altijd voor het merendeel uit Portugezen en Spanjaarden bestaan. Echter, reden er in 2024 vijf renners bij de ploeg die niet van het Iberisch schiereiland afkomstig waren, waaronder de Nederlander Antwan Tolhoek. Datzelfde jaar werd Tolhoek door de UCI geschorst wegens verdenkingen van het gebruik van te veel anabole steroïden. Hetzelfde geldt voor de Portugees Frederico Figueiredo wegens onregelmatigheden in zijn paspoort.

## Bekende (ex-)renners
Portugezen
Bruno Castanheira (2009)
Bruno Pires (2009-2010)
Sérgio Ribeiro (2009-2012)
César Fonte (2010-2013)
Rui Sousa (2010-2013)
Filipe Cardoso (2011-2016)
Sérgio Sousa (2011-2014)
Joni Brandão (2011-2016)
Nuno Ribeiro (2012-2013)
Ricardo Vilela (2012-2013)
Hernâni Brôco (2013)
Bruno Silva (2014, 2017-2019)
António Barbio (2016-2017)
Daniel Mestre (2016-2018)
Jesús del Pino (2017-2018)
Sérgio Paulinho (2017-2020)
Tiago Machado (2020)
Luís Mendonça (2020-2024)
André Cardoso (2021)
André Domingues (2021)
Frederico Figueiredo (2021-2024)
Rafael Reis (2021-)
Spanjaarden
Francisco José Pacheco (2007-2008)
Manuel Lloret (2008)
Didac Ortega (2008)
Félix Vidal Celis (2008-2009)
David Bernabéu (2008-2010)
Joaquín Ortega (2010)
Santiago Pérez (2011)
Raúl Alarcón (2011-2012)
David Blanco (2012)
Arkaitz Durán (2013, 2015)
Garikoitz Bravo (2014)
Ricardo Mestre (2014)
Victor de la Parte (2014)
Diego Rubio (2014-2015)
David de la Fuente (2015)
Domingos Gonçalves (2015)
Alejandro Marque (2015)
David Arroyo (2018)
Antonio Angulo (2019)
Javier Moreno (2021-2022)
Héctor Sáez (2022)
Sergio García (2023)
Xavier Cañellas (2025-)
Rubén Fernández (2025-)
Overig
 Carlos Oyarzún (2014)
 Fabricio Ferrari (2019)
 Nikolaj Michajlov (2019)
 Karel Hník (2021)
 Mauricio Moreira (2021-2024)
 Artem Nych (2023-)
 Mathias Bregnhøj (2024)
 Julius Johansen (2024)
 Antwan Tolhoek (2024)
 Alexis Guerin (2025-)
 Mason Hollyman (2025-)
 Harrison Wood (2025-)

## Ploegsamenstelling 2025
| Naam             | Geboortedatum   | Nationaliteit       | Ploeg 2024                           |
| ---------------- | --------------- | ------------------- | ------------------------------------ |
| Xavier Cañellas  | 16 maart 1997   | Spanje              | Euskaltel-Euskadi                    |
| Fábio Costa      | 4 juli 1999     | Portugal            | ABTF Betão-Feirense                  |
| André Dutra      | 13 juni 2006    | Portugal            | Escola de Ciclismo Bruno Neves       |
| Paulo Fernandes  | 10 april 2006   | Portugal            | Landeiro-KTM-Matias & Araújo-Frulact |
| Rubén Fernández  | 1 maart 1991    | Spanje              | Cofidis                              |
| Alexis Guerin    | 6 juni 1992     | Frankrijk           | Philippe Wagner/Bazin                |
| Mason Hollyman   | 25 juni 2000    | Verenigd Koninkrijk | Israel-Premier Tech                  |
| Victor Martínez  | 28 januari 1985 | Spanje              | Sidi Ali-Unlock Team                 |
| Artem Nych       | 21 maart 1995   | Rusland             |                                      |
| Gonçalo Oliveira | 4 januari 2001  | Portugal            | Maia/Earth Consulters                |
| Rafael Reis      | 15 juli 1992    | Portugal            |                                      |
| Tiago Santos     | 31 mei 2005     | Portugal            | Q36.5 Continental Team               |
| Pedro Silva      | 7 juli 2001     | Portugal            | ABTF Betão-Feirense                  |
| José Sousa       | 16 juli 1999    | Portugal            | Kelly / Simoldes / UDO               |
| Harrison Wood    | 14 juni 2000    | Verenigd Koninkrijk | Cofidis                              |